# Municipio de Tecoh
El municipio de Tecoh es uno de los 106 municipios del estado mexicano de Yucatán. Su cabecera municipal es la localidad homónima de Tecoh.

## Toponimia
El nombre del municipio, Tecoh, significa en lengua maya, Lugar del tigrillo en donde Te significa lugar de o aquí y koj, tigrillo o puma.

## Colindancia
El municipio de Tecoh colinda al norte con Timucuy, al sur con Chapab, al oriente con Cuzamá, Homún y Tekit y al occidente con los municipios de Abalá y Sacalum

## Datos históricos
- La región que corresponde al hoy municipio perteneció al cacicazgo de Ah Kin Chel, antes de la conquista de Yucatán.
- Después de la conquista se estableció el régimen de las encomiendas, entre las que estuvieron la de Francisco Raymundo Gonzáles, con 183 indios a su cargo en 1706 y años después la de Doña Gertrudis de Echartea, con 450 indios bajo su custodia.
- 1768: Nace Lorenzo de Zavala, político mexicano.
- 1825: Tecoh pasó a formar parte del partido de Sierra Baja con cabecera en Mama.
- 1840: El 30 de noviembre, Tecoh fue partido del departamento de Mérida del estado de Yucatán.
- 1867: El 24 de julio, la municipalidad de Tecoh pertenecía al partido de Acanceh del estado de Yucatán.
- 1889: El 28 de septiembre, se erigió como villa el pueblo de Tecoh.
- 1913: El 31 de marzo la finca rústica denominada “San Lorenzo Pelé” dejó de pertenecer a esta población.
- 1918: El 25 de octubre, Tecoh se erige en municipio libre.

## Economía
Tecoh es un municipio que, ubicado en la zona nor-poniente del estado perteneció a la denominada zona henequenera de Yucatán porque sus tierras tienen la vocación agrícola para el cultivo del agave. Junto con los municipios circunvecinos orientó por muchos años, hasta finales del siglo XX, sus economía a la industria henequenera como principal actividad productiva.
Con la declinación de la agroindustria se dio en Tecoh un proceso de diversificación de la actividad agrícola. Hoy en el territorio municipal se cultiva principalmente maíz, frijol y hortalizas. La sandía, la jícama y algunas variedades de chiles también se cosechan en la región, así como algunos frutales.
Se da la cría de ganado bovino, así como la de ganado porcino y aves de corral.

## Atractivos turísticos
- Arquitectónicos: En la cabecera hay un templo construido para venerar a la Virgen de la Candelaria; una capilla en honor de la Santa Cruz y una parroquia dedicada a la Virgen de la Asunción. Las tres construidas durante la época colonial, en el siglo XVIII

- Fiestas populares: El 2 de febrero en honor a la Virgen de la Candelaria. El 3 de mayo dedicado a la Santa Cruz. Y del 6 al 14 de agosto, en honor a la  Virgen de la Asunción. En las tres celebraciones se organizan procesiones, corridas de toros y las tradicionales vaquerías.

- Zona arqueológica de Mayapán: Esta zona arqueológica se asemeja fuertemente a Chichén Itzá. Floreció en el periodo posclásico y se considera una de las últimas grandes capitales mayas. Posee pinturas en la base de uno de sus templos. Desde el norte es puerta de entrada al conglomerado de sitios arqueológicos de Kabáh, Sayil, Uxmal, Xlapak y Labná, ruta que se entrelaza con la Ruta de los Conventos. Dentro de esta ciudad amurallada una plaza central contiene edificios de administración y cívico - religiosos. Las edificaciones se despliegan como plataformas y pirámides tradicionales, entre ellas la pirámide principal de fuerte semejanza al Castillo de Kukulcán encontrado en Chichén Itzá.
- Se encuentran también las grutas de Tzabanah y varios cenotes.

## Principales Comisarías
Las principales comisarías del municipio ordenados de acuerdo a su población son Xcanchakán, Telchaquillo, Lepán y Pixya.